# Кушарт, Модест
Модест Кушарт (кат. Modest Cuixart i Tàpies, 2 ноября 1925, Барселона — 31 октября 2007, Паламос) — каталонский художник, двоюродный брат Антони Тапиеса.

## Биография
Закончил Барселонскую академию живописи. В 1948 вошел в группу Доу эль Сет (кат. Dau al Set (Седьмая грань шестигранника)), которую составляли Жуан Бросса, Антони Тапиес и др.
В 1958 его персональная экспозиция была представлена в парижской галерее Рене Друэна, в 1959 он получил первую премию на Биеннале в Сан-Паулу, принял участие в кассельской выставке documenta, в 1960 — в выставке испанского авангарда в лондонской галерее Тейт и музее Гуггенхайма в Нью-Йорке.
С 1971 жил в Палафружеле. Выставки его работ проходили в Париже, Мадриде, Амстердаме, Токио, Базеле, Милане, Барселоне, Жероне и др. В 1988 его персональные экспозиции были представлены в Кобе и Токио.
В 1998 в Палафружеле был создан Фонд Кушарта.

## Творчество
Творчество Кушарта развивалось от экспрессионизма к абстрактному искусству и информелю.

## Признание и награды
Крест Св. Георгия правительства Каталонии, медаль Изабеллы Католички. Медаль г. Кобе. Премия Эухенио д’Орса от мадридской Ассоциации художественных критиков. Золотая медаль министерства культуры Испании за заслуги в искусстве (1999).